# Jo Etienne Abela

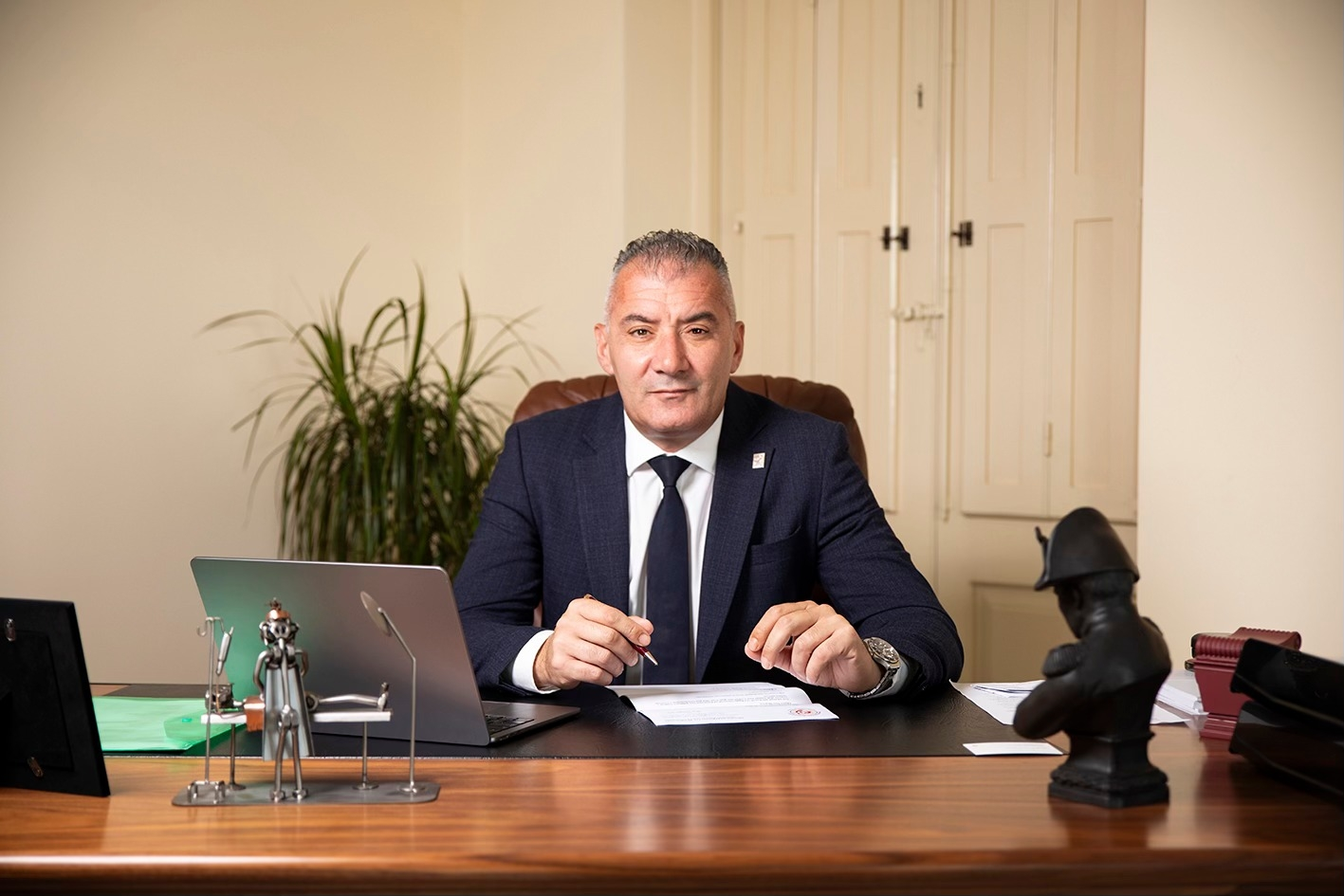
Jo Etienne Abela (2024)

Jo Etienne Abela (* 29. November 1975 auf Gozo) ist ein maltesischer Politiker der Arbeiterpartei (Partit Laburista), der seit 2022 Mitglied des Repräsentantenhauses ist und zwischen 2022 und 2024 zunächst Minister für aktives Altern war beziehungsweise seit 2024 Minister für Gesundheit und aktives Altern ist.

## Leben
Jo Etienne Abela besuchte auf Gozo die „Sir Arturo Mercieca“-Primary School in Victoria, den „Ninu Cremona“–Junior Lyceum Complex und die „Sir Michelangelo Refalo“-Oberstufe und absolvierte daraufhin zwischen 1993 und 1999 ein Studium der Medizin und Chirurgie an der Universität Malta, wo er später als Arzt am St. Luke’s Hospital in Pietà arbeitete. 2003 setzte er sein Studium an der University of Glasgow fort, das er als jüngster Chirurg in Schottland als Facharzt für Chirurgie abschloss und spezialisierte sich auf Operationen der Speiseröhre und der Bauchspeicheldrüse. 2012 kehrte er nach Malta zurück und nahm 2013 seine Arbeit als Chirurg am Mater Dei Hospital in Msida sowie am Gozo Hospital auf und lehrte auch als Lektor an der Universität Malta.
Bei der Parlamentswahl am 26. März 2022 wurde Abela für die Arbeiterpartei (Partit Laburista) im 13. Wahlbezirk erstmals zum Mitglied des Repräsentantenhauses (Kamra Tad-Deputati) gewählt und gehört diesem seither an. Am 30. März 2022 übernahm er im Kabinett Abela II zunächst das Amt als Minister für aktives Altern und wurde nach dem Rücktritt von Chris Fearne am 8. Januar 2024 zum Minister für Gesundheit und aktives Altern. Als Der Minister für aktives Altern erklärte er im November 2022 eine Reihe medizinischer Operationen im öffentlichen Gesundheitssektor ohne Vergütung durchzuführen. Er zeitweise auch Mitglied des Ausschusses für Angelegenheiten von Gozo.

## Veröffentlichungen
Jo Etienne Abela war auch als Gastautor für die Tageszeitung „The Times of Malta“ tätig und verfasste zahlreiche Artikel zu politischen Themen wie zum Beispiel:
- How to reopen safely. Health and tourism depend heavily on one another. In: The Times of Malta. 4. Mai 2021, abgerufen am 13. November 2024 (englisch).
- Generations past and future. Will future generations be better than us? In: The Times of Malta. 27. Juni 2021, abgerufen am 13. November 2024 (englisch).
- Financial well-being guaranteed. Social justice is at the very core of the Labour Party’s policies. Tackling inequality and poverty by implementing measures that ensure a dignified quality of life for all. In: The Times of Malta. 14. März 2022, abgerufen am 13. November 2024 (englisch).
- Of trees, inexperience and results. The government remains steadfast in its duty to provide excellent care to vulnerable older persons. In: The Times of Malta. 29. Januar 2023, abgerufen am 13. November 2024 (englisch).
- It’s time for the facts. The take-home pay of a nurse or a midwife will be increasing by around €6,000 annually by the end of the period. In: The Times of Malta. 16. April 2023, abgerufen am 13. November 2024 (englisch).